# 狩野村
狩野村（かりのむら）は栃木県の北東部、那須郡に属していた村である。

## 地理
- 河川：蛇尾川

## 歴史
- 1889年（明治22年）4月1日 町村制施行により、三島村、南郷屋村、石林村、槻沢村、高柳村、西富山村、井口村、東遅沢村、西遅沢村、関根村、東関根村が合併し那須郡狩野村が成立する。
- 1947年（昭和22年）9月8日 - 昭和天皇の戦後巡幸（香淳皇后も同行）。村立三島小学校に那須郡民奉迎場が設営された[1]。
- 1955年（昭和30年）
  - 2月11日 西那須野町と合併し西那須野町を新設する。
  - 4月1日 西那須野町の一部（加治屋）を大田原市へ編入する。
- 2005年（平成17年）1月1日 黒磯市、塩原町と合併して那須塩原市を新設する。